# Sociedad Geológica de Francia

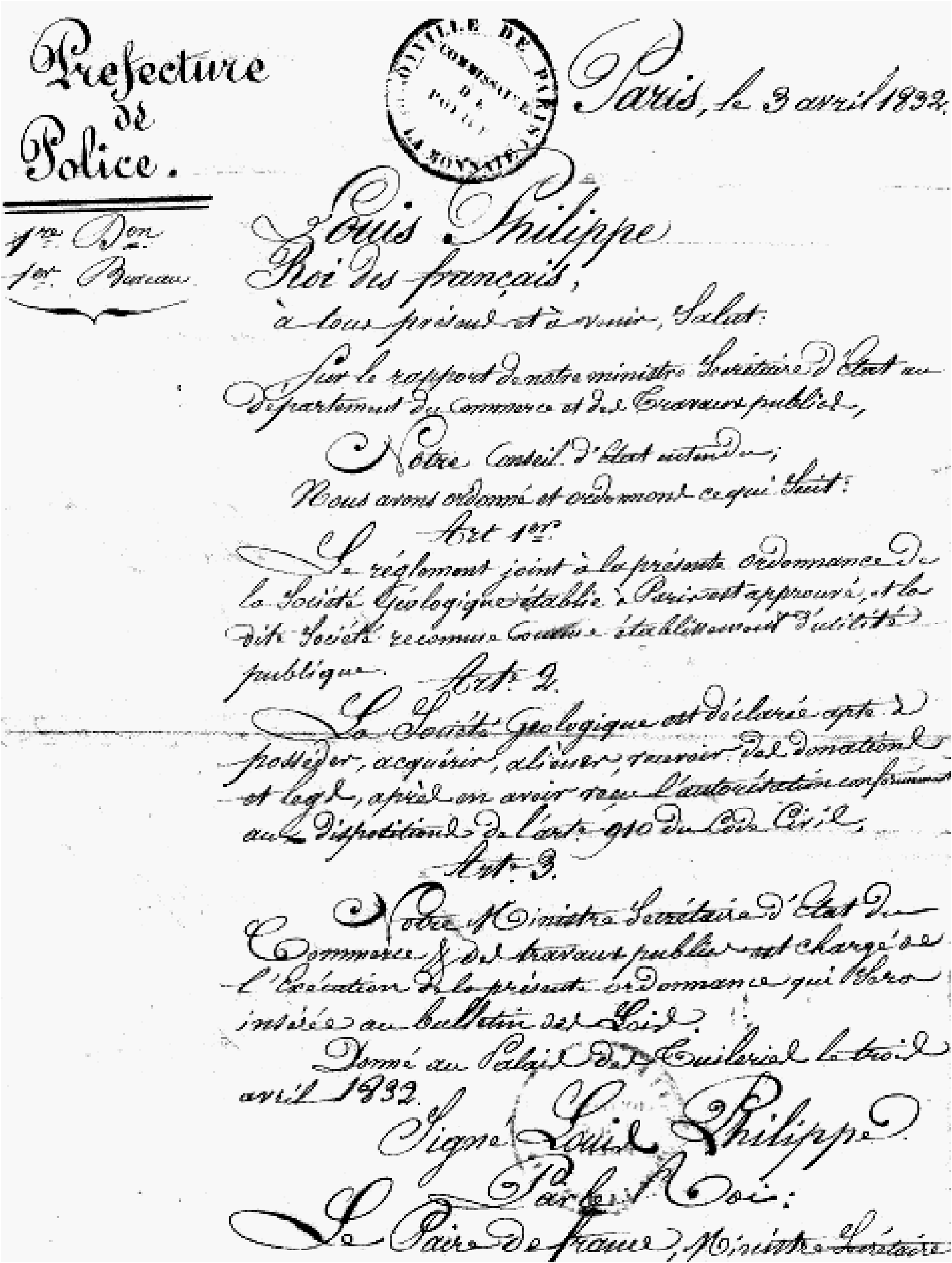
Ordenanza real de Luis Felipe I de Francia decretando la SGF como sociedad de utilidad pública.

La Sociedad Geológica de Francia (en francés: Société géologique de France, o SGF) es una sociedad científica (société savante) fundada el 17 de marzo de 1830 y reconocida como sociedad de utilidad pública desde el 3 de abril de 1832. Desde 2016, cuando contaba con 1600 socios, está presidida por Sylvain Charbonnier.

## Objetivos y actividades
En el momento de su creación, sus estatutos indican que su objetivo es «Contribuir al avance de las Ciencias de la Tierra y de los Planetas, tanto en sí misma como en sus relaciones con la industria, la agricultura, el medio ambiente y la educación». En ese momento, la geología se emprendía principalmente en Francia bajo los auspicios del Corps des Mines y de la Académie des sciences. En agosto de 1830, la sociedad se presentó al nuevo rey Louis-Philippe I que había llegado al trono después de la revolución de julio de 1830. Constant Prévost en esa presentación enfatizó la libertad de acción y el pensamiento de los miembros de la sociedad «Sire, para devenir florecientes, las ciencias necesitan libertad» (Sire, pour devenir florissantes, les sciences ont besoin de liberté"). Esa libertad buscada no era frente al poder político sino ante otras instituciones científicas, especialmente la Academia de Ciencias y su secretario general, Georges Cuvier, cuyos puntos de vista demasiado  fijos impedían el desarrollo y el estudio de las ideas de Lamarck.
No todos los miembros del SGF eran lamarckianos, sin embargo, se aceptaba la diversidad de puntos de vista y participaban varias personalidades, por ejemplo, Alcide d'Orbigny, catastrofista convencido, fue elegido presidente para el año 1843. La primera junta estaba compuesta por Louis Cordier, André Brochant de Villiers, Alexandre Brongniart, Armand Dufrénoy, Léonce Élie de Beaumont y Henri-Marie Ducrotay de Blainville. La Sociedad se dio a conocer rápidamente en el extranjero, y en 1850, el 36% de sus miembros ya no eran franceses (186 de 513). Charles Darwin, Charles Lyell, Roderick Murchison, etc. fueron miembros.
Cada 22 de abril, Día de la Tierra, la SGF organiza la Journée nationale de la géologie (JNG).

## Publicaciones
Desde su creación, la SGF publica el Bulletin de la société géologique de France y, desde 1833 hasta 1912, las Mémoires de la société géologique de France.
Desde 1890 hasta 1923, la paleontología se publica por separado en las Mémoires de la société géologique de France / Paléontologie, para a partir de esa fecha agruparse nuevamente en las Les mémoires. Las actas de las sesiones se publican por primera vez en el Bulletin y luego, a partir de 1910, en los Comptes rendus des séances renombradas de 1912 a 1972 Compte rendu sommaire des séances de la société géologique de France , después de 1972 a 1997 Bulletin de la Société Géologique de France. Compte rendu sommaire des séances de la société géologique de France. El Bulletin sigue siendo hoy una de las principales publicaciones internacionales revisadas por expertos en el campo de la geología. La SGF edita también otras dos revistas trimestrales: Géochronique y Géologues.

## Lista de presidentes

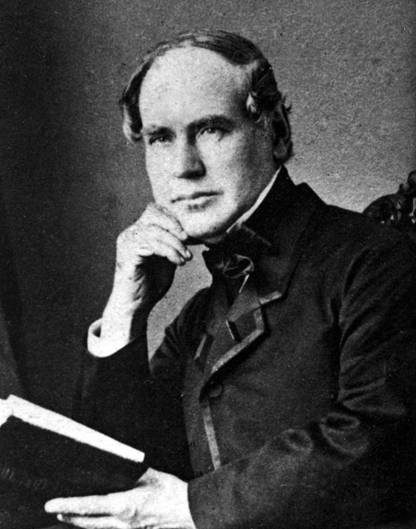
Édouard de Verneuil, tres veces presidente de la S.G.F.

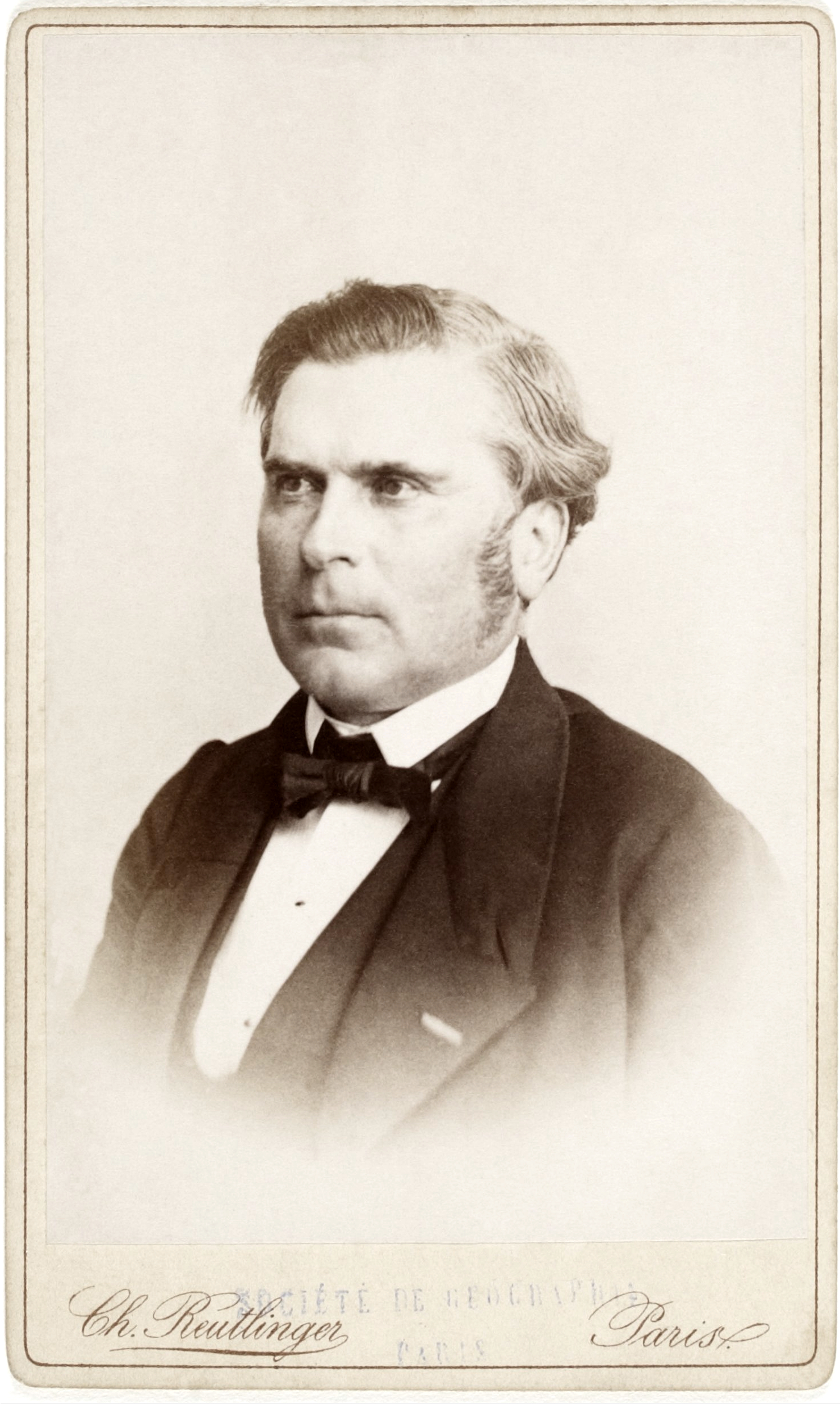
Edmond Hébert, también tres veces presidente de la S.G.F.

Desde la creación de la SGF en 1830, las siguientes personalidades han presidido esta asociación († = fallecido).

- 1830: Ami Boué (1794-1881) (fundador) (1.ª)
- 1830-1831: Louis Cordier (1777-1861) (1.ª)
- 1832: Alexandre Brongniart (1770-1847) (1.ª)
- 1833: de Bonnard
- 1834: Constant Prévost (1.ª)
- 1835: Ami Boué (2.ª)
- 1836: Léonce Élie de Beaumont (1.ª)
- 1837: Armand Dufrénoy (1792-1857) (1.ª)
- 1838: Louis Cordier (2.ª)
- 1839: Constant Prévost (2.ª)
- 1840: Alexandre Brongniart (2.ª)
- 1841: Antoine Passy
- 1842: Louis Cordier (3.ª)
- 1843: Alcide d'Orbigny (1802-1857)
- 1844: Adolphe d'Archiac (1802-1868) (1.ª)
- 1845: Léonce Élie de Beaumont (2.ª)
- 1846: Édouard de Verneuil (1805-1873) (1.ª)
- 1847: Armand Dufrénoy (2.ª)
- 1848: Michelin (H.).
- 1849: Adolphe d'Archiac (2.ª)
- 1850: Léonce Élie de Beaumont (3.ª)
- 1851: Constant Prévost (3.ª)
- 1852: Jean-Baptiste d'Omalius d'Halloy (1783-1875)
- 1853: Édouard de Verneuil (2.ª)
- 1854: Adolphe d'Archiac (3.ª)
- 1855: Léonce Élie de Beaumont (4.ª)
- 1856: Gérard Paul Deshayes (1795-1875)
- 1857: Damour (H.).
- 1858: Auguste Viquesnel (1800-1867)
- 1859: Edmond Hébert (1812-1890) (1.ª)
- 1860: Levallois (J.).
- 1861: Charles Sainte-Claire Deville
- 1862: Achille Delesse (1817-1871)
- 1863: Albert Gaudry (1827-1908) (1.ª)
- 1864: Gabriel Auguste Daubrée (1814-1896) (1.ª)
- 1865: Emmanuel-Louis Gruner
- 1866: Édouard Lartet (1801-1871)
- 1867: Édouard de Verneuil (3.ª)
- 1868: Belgrand (E.).
- 1869: Édouard de Billy (1802-1874)
- 1870-1871: Gervais (P.).
- 1872: Edmond Hébert (2.ª)
- 1873: de Roys (J.).
- 1874: Gustave Cotteau (1818-1894) (1.ª)
- 1875: Jannetaz (Ed.).
- 1876: Pellat (Ed.)
- 1877: Jacques-Raoul Tournouër
- 1878: Albert Gaudry (2.ª)
- 1879: Gabriel Auguste Daubrée (2.ª)
- 1880: Albert-Auguste Cochon de Lapparent
- 1881: Fischer (P.)
- 1882: Henri Douville (1846-1937) (1.ª)
- 1883: Charles Lory
- 1884: Parran (A.).
- 1885: Mallard (E.).
- 1886: Gustave Cotteau (2.ª)
- 1887: Albert Gaudry (3.ª)
- 1888: Schlumberger (Ch.).
- 1889: Edmond Hébert (3.ª)
- 1890: Marcel Bertrand (1847-1907)
- 1891: Munier-Chalmas (E.).
- 1892: Auguste Michel Lévy  (1844-1911)
- 1893: Charles René Zeiller (1847-1915)
- 1894: Gosselet (J.).
- 1895: Linder (O.).
- 1896: Gustave-Frédéric Dollfus
- 1897: Barrois (Ch.).
- 1898: Bergeron (J.).
- 1899: Emmanuel de Margerie (1.ª)
- 1900: Albert-Auguste Cochon de Lapparent (1839-1908)
- 1901: Léon Carez (1854-1932)
- 1902: Haug (E.).
- 1903: Boule (M.).
- 1904: Pierre Termier (1859-1930) (1.ª)
- 1905: Peron (A.).
- 1906: Alphonse Boistel (1836-1908)
- 1907: Cayeux (L.).
- 1908: Douville (H.) (2.ª)
- 1909: Janet (L.).
- 1910: Alfred Lacroix (1863-1948) (1.ª)
- 1911: Daniel Œhlert (1849-1920)
- 1912: †Gentil (L.).
- 1913: †Meunier (S.).
- 1914: †Thevenin (A.).
- 1915: †Cossmann (M.).
- 1916: Gustave-Frédéric Dollfus (1850-1931)
- 1917: †Jourdy (E.).
- 1918: Bertrand (L.).
- 1919: Emmanuel de Margerie (2.ª)
- 1920: Pierre Termier (2.ª)
- 1921: †Zurcher (Ph.).
- 1922: Alfred Lacroix (2.ª)
- 1923: Paul Lemoine (1878-1940) (1.ª)
- 1924: †Delafond (Fr.).
- 1925: †Mouret (G.).
- 1926: †Teilhard de Chardin (P.).
- 1927: †Lambert (J.).
- 1928: †Joleaud (L.).
- 1929: Pierre Termier (3.ª)
- 1930: Alfred Lacroix (3.ª)
- 1931: †Jacob (Ch.).
- 1932: † Lanquine (A.).
- 1933: † Llutaud (L.).
- 1934: Michel-Levy (A.).
- 1935: Cayeux (L.).
- 1936: Paul Lemoine (2.ª)
- 1937: †Blondel (F.).
- 1938: †Piveteau (J.).
- 1939: †Raguin (E.).
- 1940-1941: †Morellet (L.).
- 1942: †Barrabe (L.). (1.ª)
- 1943: Jacques Bourcart (1891-1965)
- 1944: †Lamare (P.).
- 1945: †Fallot (P.).
- 1946: †Demay (A.).
- 1947: †Abrard (R.).
- 1948: †Pruvost (P.).
- 1949: †Lecointre (G.).
- 1950: †Arambourg (C.).
- 1951: †Goguel (J.).
- 1952: †Barrabe (L.). (2.ª)
- 1953: †Jung (J.).
- 1954: Bernard Gèze (1891-1965)
- 1955: Louis Dangeard (1898-1987)
- 1956: †Cuvillier (J.).
- 1957: †Friedel (E.).
- 1958: †Glangeaud (L.).
- 1959: †Waterlot (G.).
- 1960: Albert-Félix de Lapparent (1905-1975)
- 1961: †Furon (R.).
- 1962: †Roques (M.).
- 1963: †Pruvost (P.).
- 1964: †Routhier (P.).
- 1965: †Barbier (R.).
- 1966: †Roubault (M.).
- 1967: †Marçais (J.).
- 1968: †Laffitte (R.).
- 1969: †Ciry (R.).
- 1970: †Melle Alimen (H.).
- 1971: †Flandrin (J.).
- 1972: †Ellenberger (F.).
- 1973: Georges Millot (1917-1991)
- 1974: Ricour (J.).
- 1975: †Durand Delga (M.).
- 1976: Aubouin (J.).
- 1977: †Mattauer (M.).
- 1978: †Lehman (J.-P.).
- 1979: Rat (P.).
- 1980: Perrodon (A.).
- 1981: †David (L.).
- 1982: †Pomerol (Ch.).
- 1983 : Debelmas (J.).
- 1984-1985: Dercourt (J.).
- 1986: Chauve (P.).
- 1987-1988: Salle (Cl.)
- 1989-1990: Jean Didier
- 1991: Babin (C.)
- 1992: Le Mouël (J.-L.)
- 1993-1994: Capdevila (R.)
- 1995-1996: Boillot (G.)
- 1997-1998: Jacques Kornprobst (n.1937)
- 1999-2000: †Steinberg (M.)
- 2001-2002: Mme Polvé (M.)
- 2003-2004: De Wever (P.)
- 2005-2006: Brun (J.-P.)
- 2007-2008: ravenne (C.)
- 2009-2010: Schaaf (A.)
- 2011-2014: Cojan (I.)
- 2014-2016: Jarrige (J.-J)
- 2016-...: Charbonnier (S)